# 1992年夏季残疾人奥林匹克运动会伊朗代表团
1992年夏季残疾人奥林匹克运动会伊朗代表团是伊朗派出的1992年夏季残疾人奥林匹克运动会代表团。获得1枚金牌、2枚银牌和1枚铜牌。